# Grown Ups 2
Grown Ups 2 (Brasil: Gente Grande 2 / Portugal: Miúdos e Graúdos 2) é um filme de comédia estadunidense de 2013 dirigido por Dennis Dugan, e também produzido por Adam Sandler, que também atuou no filme. É a sequência do filme de 2010 Grown Ups. O filme é co-estrelado por Kevin James, Chris Rock, David Spade, Nick Swardson, Salma Hayek e Steve Austin. Rob Schneider não reprisa seu papel do primeiro filme por causa de seus conflitos de agenda. Este foi o primeiro filme de Steve Austin lançado nos cinemas desde The Expendables de 2010. O filme é produzido pela produtora de Adam Sandler, Happy Madison e distribuído pela Columbia Pictures.
O filme foi lançado em 12 de julho de 2013, com críticas negativas. O filme arrecadou cerca de US$ 247 milhões com um orçamento de US$ 80 milhões. Foi indicado a nove prêmios no Framboesa de Ouro de 2014.

## Sinopse
Três anos após os eventos do primeiro filme, Lenny Feder mudou-se com a família para sua cidade natal em Connecticut, onde ele e seus amigos cresceram.
Na abertura do filme na casa dos Feder, Lenny acorda em seu quarto e encontra um cervo selvagem ao lado de sua cama. Lenny tenta alertar calmamente sua esposa Roxanne, que, ao acordar, se assusta com o cervo e grita, fazendo o animal urinar nos dois. Eventualmente, Lenny é capaz de obter o cervo para fora de casa a tempo de levar seus filhos Greg, Keith, e Becky ao seu último dia de aula. Roxanne traz a ideia de sua família ter um outro bebê, mas Lenny diz que sua família é perfeita como é, deixando-a irritada.
Na casa dos Lamonsoff, Eric e sua esposa Sally estão em desacordo um com o outro sobre como criar seus filhos - Sally acredita no apoio incondicional enquanto Eric prefere ser mais prático com eles. Na casa dos McKenzie, Kurt surpreende sua esposa Deanne com um presente aniversário de casamento, que estava escondido na fralda do filho pequeno dos dois, Ronnie, apenas para descobrir que ela se esqueceu da data. Enquanto isso, Marcus Higgins está em uma estação de trem, depois de ter recebido uma carta de uma antiga namorada, que lhe diz que ele tem um filho de dezessete anos de idade, Braden. Marcus fica chocado ao ver, um menino alto e tatuado, que acaba por ser Braden. Marcus tenta ser agradável e levá-lo para a escola, mas Braden mostra uma antipatia imediata com ele.
Depois de deixarem os filhos e as esposas, Lenny, Eric, Kurt, e Marcus passam o dia vagando pela cidade, indo ao mercado K-Mart e relembrando os verões incríveis que costumavam ter quando eram crianças e um valentão da infância de Lenny, Tommy Cavanaugh. Lenny então  argumenta que ainda pode brigar com Cavanaugh. Eventualmente, os amigos vão ver o recital de balé de Becky (apenas para verem a sexy professora de dança em ação), onde Lenny reencontra Cavanaugh, ficando visivelmente amedrontado. Cavanaugh adverte-o de, que, se souber que Lenny anda espalhando pela cidade que pode vencê-lo na briga, ele terá de comprovar isso.
Uma vez que as crianças estão fora da escola, Lenny, Eric, Kurt, e Marcus decidem visitar a antiga pedreira, onde costumavam nadar quando crianças. Lá eles se deparam com um monte de meninos numa festa de fraternidade que forçá-los a saltar para a pedreira nus. Braden, que estava festejando com os meninos da fraternidade, testemunha e vai para vandalizar sua fraternidade. Quando os meninos da fraternidade voltam, eles juram vingança.
Lenny chega em casa para ajudar Roxanne a configurar uma festa dos anos 1980 com temas para os seus amigos. Enquanto isso, Marcus começa a se relacionar com Braden, que percebe que ele estava errado sobre seu pai. Como todos os seus amigos começam a chegar, Roxanne tenta pedir a Lenny novamente a considerar ter outro bebê. Lenny continua a protestar contra a idéia e fica pasmo quando Roxanne revela que ela está grávida. Lenny, sentindo-se oprimido por esta descoberta, sai para beber com os amigos. A festa de Feder vai bem maior parte da noite até Tommy Cavanaugh aparece e desrespeita Lenny na frente de todos, por isso Lenny desafia Tommy para uma luta. Em uma virada surpreendente, Tommy decide dar um mergulho para que Lenny pode parecer duro para seus filhos, e os dois desenvolvem um respeito mútuo. Logo depois, os meninos da fraternidade irritados chegam na casa à procura de retribuição pelos danos à sua casa de fraternidade. Eles vão para insultar os moradores locais da cidade, incitando uma briga. Os habitantes organizam os seus próprios contra os rapazes da fraternidade e, eventualmente, enviar-lhes a fugir derrotados.
Depois de toda a comoção diminui, os quatro amigos têm panquecas na casa da mãe de Eric. Sra. Lamonsoff tranquiliza Lenny que um novo bebê é uma coisa maravilhosa e, eventualmente, ele nunca vai ser capaz de imaginar a vida com apenas três crianças (e também menciona que Eric era um bebê acidental, porque eles estavam no banheiro em um jogo do New England Patriots). Lenny tem uma mudança de coração e de volta para casa, dizendo a Roxanne que ele está arrependido e animado com o novo bebê, e eles se reconciliam.

## Elenco
- Adam Sandler como Lenny Feder. No Brasil com a voz de Alexandre Moreno.
- Kevin James como Eric Lamonsoff. No Brasil, Mauro Ramos.
- Chris Rock como Kurt McKenzie. No Brasil, Mário Jorge.
- David Spade como Marcus Higgins. No Brasil, Hércules Franco.
- Salma Hayek como Roxanne "Roxie" Chase-Feder. No Brasil, Miriam Ficher, substituindo Eleonora Prado.
- Maria Bello como Sally Lamonsoff. No Brasil, Christiane Louise, substituindo Cecília Lemes.
- Maya Rudolph como Deanne McKenzie. No Brasil, Izabel Lira, substituindo Adriana Pissardini.
- Jake Goldberg como Greg Feder. No Brasil, Fabrício Vila Verde, substituindo Bruno Marçal.
- Cameron Boyce como Keith Feder. No Brasil, Yago Machado, substituindo Matheus Ferreira.
- Alexys Nycole Sanchez como Becky Feder. No Brasil, Bruna Laynes, substituindo Giulia de Brito.
- Nicole Sanger como Donna Lamonsoff. No Brasil, Erika Menezes, substituindo Agatha Paulita.
- Frank Gingerich como Bean Lamonsoff. No Brasil, Mattheus Caliano, substituindo Erik Romão.
- Nadji Jeter como Andre McKenzie. No Brasil, Wirley Contaifer, substituindo Ítalo Luiz.
- China Anne McClain como Charlotte McKenzie. No Brasil, Jéssica Vieira, substituindo Flora Paulita.
- Kaleo Elem como Ronnie McKenzie. No Brasil, Pamella Rodrigues.
- Alexander Ludwig como Braden Higgins. No Brasil, Rodrigo Antas.
- Nick Swardson como Nick Hilliard. No Brasil, Manolo Rey.
- Colin Quinn como Dickie Bailey. No Brasil, Júlio Chaves, substituindo Francisco Brêtas.
- Shaquille O'Neal como Oficial Fluzoo. No Brasil, Luiz Carlos Persy.
- Tim Meadows como Malcolm Fluzoo. No Brasil, Mário Cardoso, substituindo Marcelo Pissardini.
- Peter Dante como Oficial Dante. No Brasil, Duda Espinoza.
- Steve Buscemi como Wiley. No Brasil, Sérgio Stern, substituindo Élcio Sodré.
- Cheri Oteri como Penny. No Brasil, Christiane Monteiro.
- Jonathan Loughran como Robideaux. No Brasil, Leonardo José, substituindo Armando Tiraboschi.
- Kevin Grady como Muzby.
- Richie Minervini como Diretor Tardio. No Brasil, Élcio Romar, substituindo Paulo Porto.
- Kamil McFadden como Bumpty Fluzoo. No Brasil, Yan Gesteira.
- Taylor Lautner como Andy, líder da fraternidade. No Brasil, Philippe Maia.
- Ebony Jo-Ann como Mama Ronzoni.
- Georgia Engel como sra. Lamonsoff. No Brasil, Marize Motta.
- Jackie Sandler como Jackie Tardio.
- Aly Michalka como Savannah. No Brasil, Adriana Torres.
- Steve Austin como Dennis "Tobby" Cavanaugh. No Brasil, Mauro Horta.
- Kris Murrell como Kitty "Marombeira", a namorada musculosa de Higgins.
- Ellen Cleghorne como Mary Fluzoo. No Brasil, Angélica Borges.
- Milo Ventimiglia como Milo, garoto da fraternidade. No Brasil, Renan Freitas.
- Patrick Schwarzenegger como Cooper, garoto da fraternidade.
- David Henrie como Zac, garoto da fraternidade.
- Jimmy Tatro como Jimmy, garoto da fraternidade.
- Jared Sandler como  Jared, garoto da fraternidade.
- Oliver Hudson como Kyle. No Brasil, Reginaldo Primo.
- Allen Covert como professor hippie.
- Erin Heatherton como líder de torcida feminino.
- Taran Killam como líder de torcida masculino.
- Bobby Moynihan como líder de torcida masculino.
- Will Forte como líder de torcida masculino.
- Paul Brittain como líder de torcida masculino.
- Jorma Taccone como líder de torcida masculino.
- Akiva Schaffer como líder de torcida masculino.
- Andy Samberg como líder de torcida masculino.
- Halston Sage como Nancy Arbuckle. No Brasil, Jullie.
- Jon Lovitz como zelador da academia.
- April Rose como Professora de balé.
- Dennis Dugan como Dr. Larry.
- Alex Poncio como Duffy.
- Dan Patrick como professor de ginástica.
- Chris Berman como 'O Grande Rinaldo', personagem da novela mexicana.
- Michael Kay como técnico de futebol.
- Brad Grunberg como carteiro.

## Produção
As filmagens de Grown Ups 2 começaram em 2 de junho de 2012, em Massachusetts, Estados Unidos e terminaram em 15 de agosto de 2012. Columbia Pictures e Happy Madison Productions distribuíram o filme. O filme foi escrito por Adam Sandler, Fred Wolf e Tim Herlihy e dirigido por Dennis Dugan, colaborador de longa data de Sandler. O filme foi lançado em 12 de julho de 2013 nos Estados Unidos. Foi lançado em 9 de agosto de 2013 no Reino Unido.
O filme é a primeira sequência de filme que Adam Sandler atuou. O filme também tem um papel desempenhado pelo Hall da Fama do WWE Steve Austin. Comediante stand-up Chris Hardwick confirmou uma participação especial como um vendedor de sorvete através de sua página no Facebook. Além disso, o filme apresenta uma aparição do comentarista esportista Michael Kay e inclui Shaquille O'Neal como um policial. Em 10 de julho de 2012, foi anunciado que o filho de Arnold Schwarzenegger, Patrick, estaria aparecendo como um dos irmãos da fraternidade. Oliver Cooper foi oferecido um papel como um dos irmãos da fraternidade, mas teve de desistir devido a conflitos de agenda. O primeiro trailer do filme foi lançado em 2 de abril de 2013.

## Lançamento

### Resposta da crítica
Assim como o primeiro filme, Grown Ups 2 tem sido fortemente criticado pelos críticos. O site Rotten Tomatoes relatou um índice de aprovação de 7%, com uma classificação média de 2.6/10 baseado em 95 comentários. «Grown Ups 2» (em inglês) no Rotten Tomatoes O consenso foi: "Embora seja certamente o evento filme do ano para cinéfilos apaixonados por humor urina de veado, Grown Ups 2 vai na chatice, irritação, e o nojo de quase todos os outros públicos persuadidos." Outro agregador de revisão, Metacritic, que atribuiu uma classificação normalizada com base em 27 avaliações de críticos convencionais, calculou uma pontuação de 19/100, indicando "antipatia esmagadora". Time nomeou-o o pior filme de 2013.
Míriam Castro do Omelete disse que o filme é uma "Comédia sofrível não sabe a qual público quer agradar" e que "Ninguém chega em Gente Grande 2 com a expectativa de ver um grande filme, e isso não é questão de pedantismo, mas de sobriedade. Da continuação da comédia estrelada por Adam Sandler em 2010 espera-se apenas que ela tire algumas risadas, e nisso o filme acerta em ponto "
Daniel Herculano do Tribuna do Ceará disse que "“Gente Grande 2”é uma grosseria travestida de cinema", e completou "Existem filmes abobalhados engraçados, que tem a sagacidade de incluir piadas inteligentes e sacadas de roteiro. Que não é o caso de Gente Grande 2, que não tem nem um roteiro e mais uma vez não é indicado nem para gente pequena. Uma ode a estupidez humana, mas desta vez sem graça nenhuma."
David Arrais do Cinema com Rapadura disse que "sequência desnecessária é incapaz de fazer rir. Adam Sandler e sua trupe protagonizam um dos piores filmes do ano", ainda escreveu "É difícil dizer o que há de mais equivocado nesta sequência. Se no original havia um fiapo de roteiro que unia todos os personagens, dando espaço para algum desenvolvimento, boas piadas e uma pequena lição de moral, aqui não há quase nada elogiável."

#### Prêmios e Indicações
| Prêmios e Indicações                                   | Prêmios e Indicações                    | Prêmios e Indicações | Prêmios e Indicações | Prêmios e Indicações |
| Prêmio                                                 | Categoria                               | Indicação            | Resultado            |                      |
| ------------------------------------------------------ | --------------------------------------- | -------------------- | -------------------- | -------------------- |
| 34o Prêmio Framboesa de Ouro (2014)                    |                                         |                      |                      |                      |
| Pior Filme                                             | Grown Ups 2                             | Indicado             |                      |                      |
| Pior Diretor                                           | Dennis Dugan                            | Indicado             |                      |                      |
| Pior Ator                                              | Adam Sandler                            | Indicado             |                      |                      |
| Pior Ator Coadjuvante                                  | Taylor Lautner                          | Indicado             |                      |                      |
| Pior Ator Coadjuvante                                  | Nick Swardson                           | Indicado             |                      |                      |
| Pior Atriz Coadjuvante                                 | Salma Hayek                             | Indicado             |                      |                      |
| Pior Roteiro                                           | Adam Sandler, Tim Herlihy and Fred Wolf | Indicado             |                      |                      |
| Pior Elenco                                            | O elenco todo do filme                  | Indicado             |                      |                      |
| Pior Continuação, Remake, Prequela ou Plágio Descarado | Grown Ups 2                             | Indicado             |                      |                      |
| Nickelodeon Kids' Choice Awards de 2014                | Ator Favorito de Filme                  | Adam Sandler         | Venceu               |                      |

### Bilheteria
Grown Ups 2 arrecadou 133 668 525 dólares na América do Norte e 113 315 753 dólares em outros países, para um total mundial de 246 984 278 dólares. Na América do Norte, o filme arrecadou 16,3 milhões no dia da abertura, e abriu em número dois em seu primeiro fim de semana, com 41 508 572 dólares, atrás de Despicable Me 2.
Em seu segundo fim de semana, o filme caiu para número quatro nos Estados Unidos, arrecadando um adicional de 19 872 150 dólares. Em seu terceiro fim de semana, o filme caiu para o número cinco nos Estados Unidos, arrecadando 11 600 811 dólares. Em sua quarta final de semana, o filme caiu para o número seis nos Estados Unidos, arrecadando 7 945 069 dólares.

### Home media
Grown Ups 2 foi lançado em DVD e Blu-ray em 5 de novembro de 2013.